# 山椒魚 (漫画)
『山椒魚』は、つげ義春が1967年（昭和42年）5月に「ガロ」5月号（青林堂）に発表した8頁からなる短編漫画作品。

## 概要
『通夜』に続き翌々月に同じ『ガロ』誌上に発表された作品で、いつごろからか下水道に棲み付いた山椒魚の独白という形式で物語は進められる。実際に作品が描かれたのは、その前年（1966年）の暮れごろになる。下水道の汚物の中から顔をのぞかせた山椒魚が、自身の過去と現在、そして未来について独白してゆく。当時、井伏鱒二の熱心な読者でもあった作者ではあるが、井伏の『山椒魚』とは全く意を異にした内容となっている。これについては、つげ自身、「井伏鱒二とは全く関係のない作品だが、どこかに井伏鱒二の題名だけでも引っかかっていたのかもしれない」と語っている。この作品で初めてつげの自我と内面の問題が提起される。当時、純文学を本格的に読み始めていた時期と重なり、その影響が出ているのではないかとつげ自身語っている。当時は、ほとんど井伏文学のみに接しており、島尾敏雄はこの作品を描いた翌年から読みだしている。
権藤晋の回想によれば、ラーメン屋の2階の部屋の一角の3段の本棚には『ガロ』や貸本漫画などとともに、柳田国男の文庫本があり、サルトルの小説やカミュの『シジフォスの神話』を読み、つげ自身は記憶にないが、権藤はこの時期につげが最も多く読書に耽っており、また実存主義を研究しているとの情報を得ていた。権藤がのちに、この作品に自我、自意識への内省を含有している点から、西洋の思考かと考え、つげに『通夜』、『山椒魚』は実存主義漫画じゃないかと水を向けたのに対し、つげは「知らない間に影響があったのかもしれないが、むしろ中国のものの方が面白かった」と述べている。この作品の発表後『李さん一家』、『峠の犬』、『海辺の叙景』、『紅い花』、『西部田村事件』、『長八の宿』、『二岐渓谷』、『オンドル小屋』、『ほんやら洞のべんさん』とわずか1年に立て続けに問題作や旅ものの代表作を世に出し、6月には問題作の『ねじ式』を発表する。権藤は『ねじ式』は少しもびっくりしなかったが、この時期に『山椒魚』や『李さん一家』を描いた方が衝撃的と感じた。つげ自身は、この時期に心の中にもやもやしたものがあったのは事実で、それを言葉で整理することの困難さと、実存的な意味合いでのもやもやを抱えていたという。また、この時期から椎名麟三や梅崎春生を読み始めた。

## あらすじ

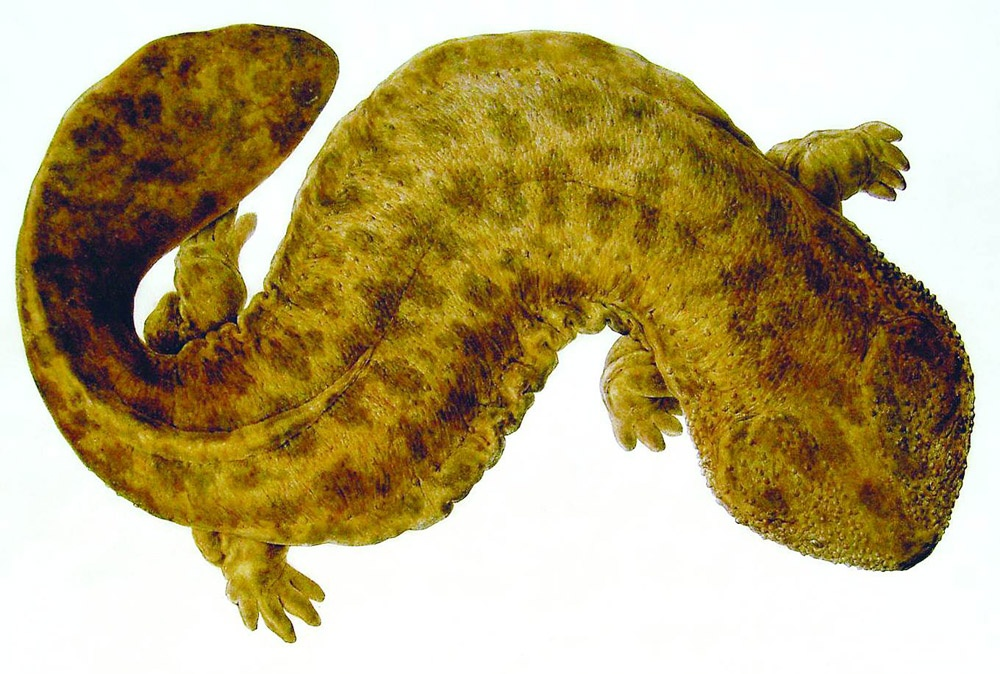
作中に描かれているのは、その大きさから10cmほどしかない「サンショウウオ」ではなく体長最大150cmにもなる「オオサンショウウオ」である。

「俺がどうしてこんな処に棲むようになったのかわからないんだ」という一匹の山椒魚の独白で始まる。濁った水のせいか、それ以前の記憶が全くないという。山椒魚の過去と現在、さらには未来についての独白が続く。ろくな食べ物もなく、犬や猫の死骸の流れ込む下水に当初は不快感を感じていた山椒魚だが、次第にヌルヌルした汚水の環境に快感さえ覚えていく。体質が変化し、体も3倍くらい大きくなり、いつの間にか全く別の生き物に生まれ変わったような変容感を覚える。下水を自分の住処だと思えるに至り、誰にも邪魔されずに自由を満喫できるようになる。日々、上流から見慣れないものが流れてきて、退屈することもなく、点検に没頭する日々。そんな山椒魚の前に、ある日、理解不能な物体が流れてきた。正体不明で3日間も考え込む山椒魚。それは人間の胎児であったが、結局はどうしてもわからずじまいで、腹を立て頭突きを2，3発食らわす。
「明日はどんなものが流れてくるのか それを思うと俺は愉しくてしようがないんだ」の言葉で締めくくられる。